# Mainz-Altstadt

Localisation de centre historique de la ville de Mayence

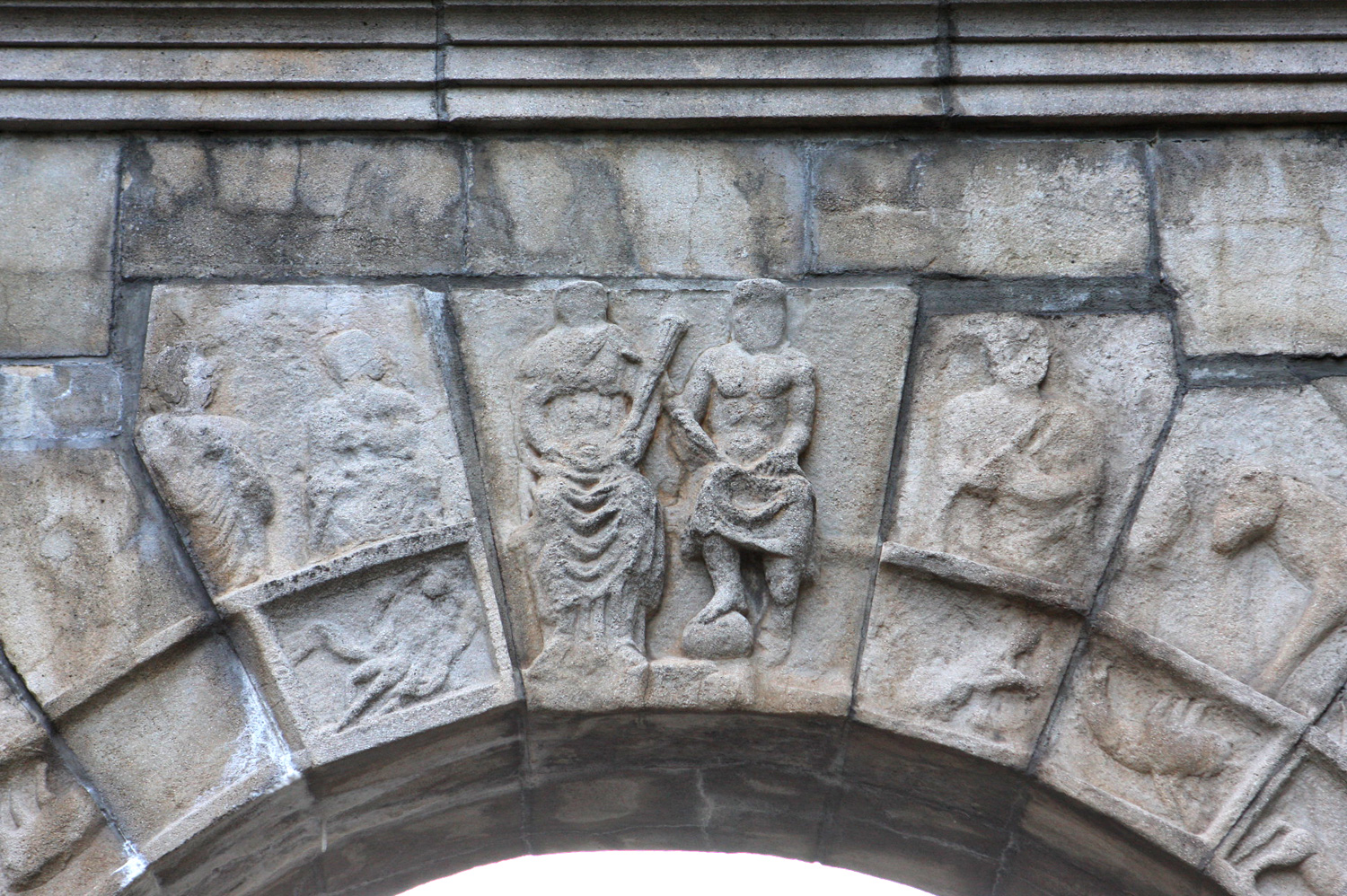
Clef de voûte de l'arc de Dativius Victor

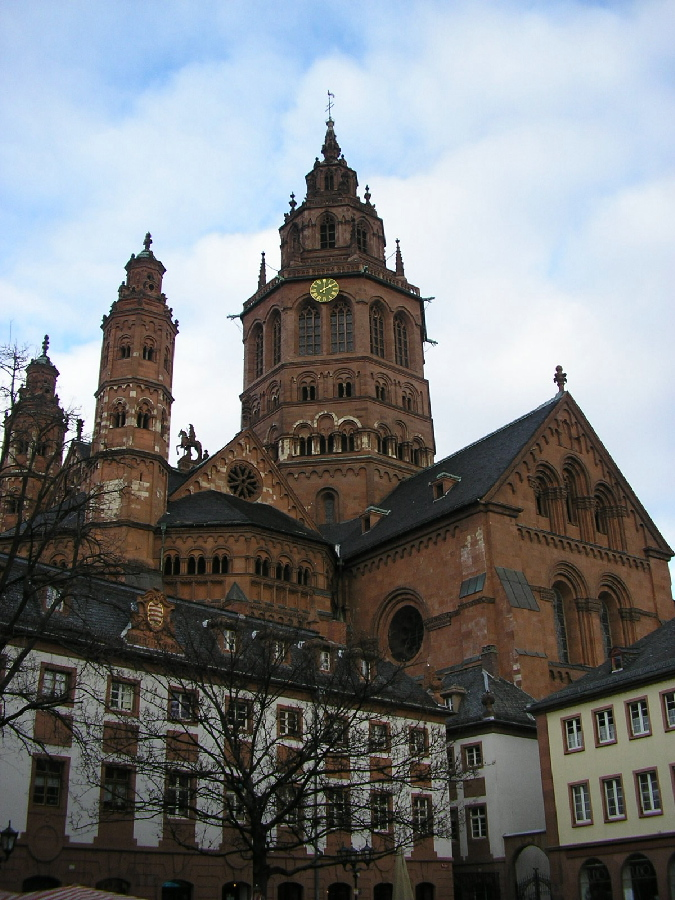
La cathédrale Saint-Martin de Mayence aujourd'hui

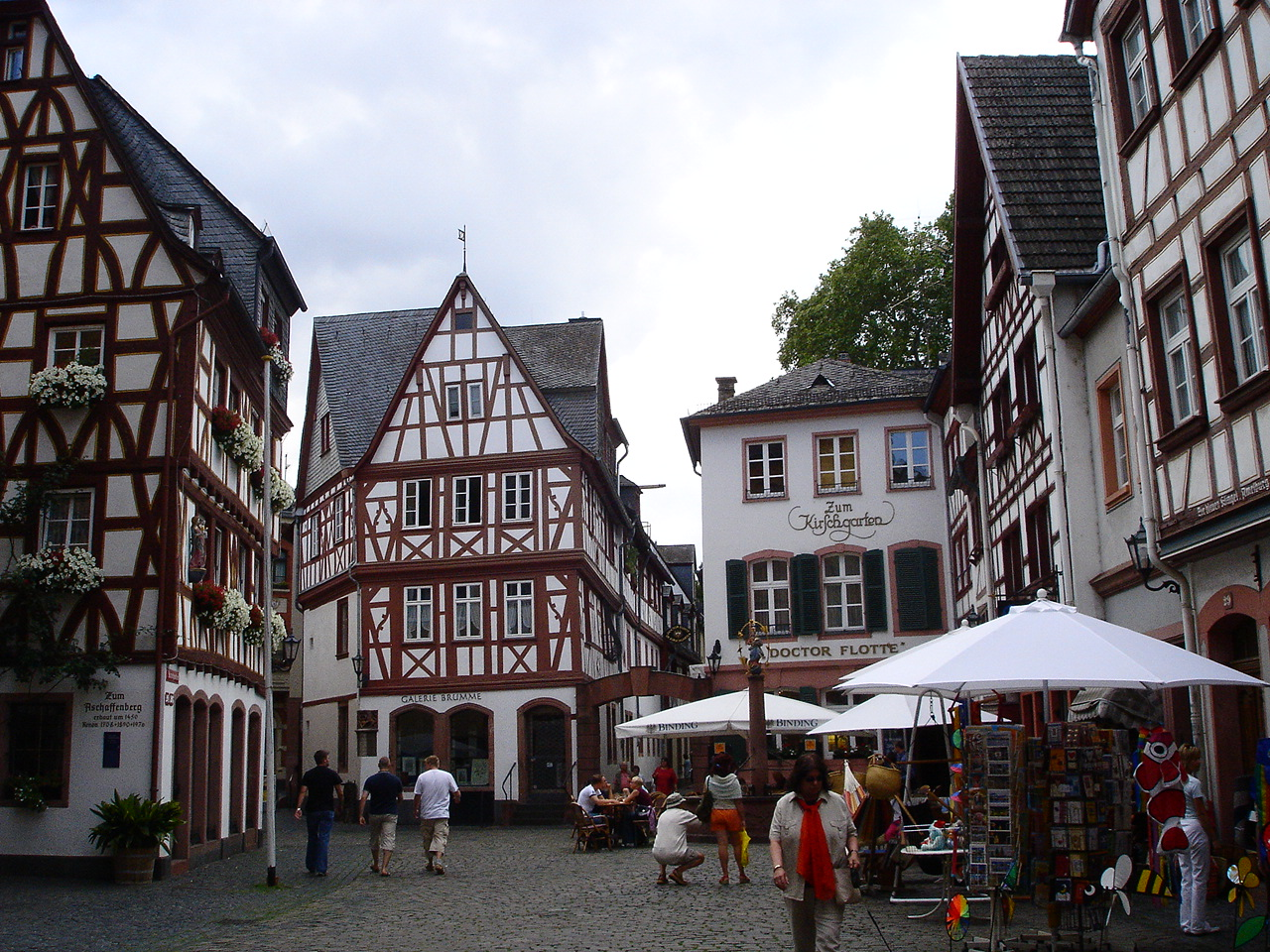
Le Kirschgarten avec la fontaine de la Vierge Marie de Harxheim dans la vieille ville de Mayence

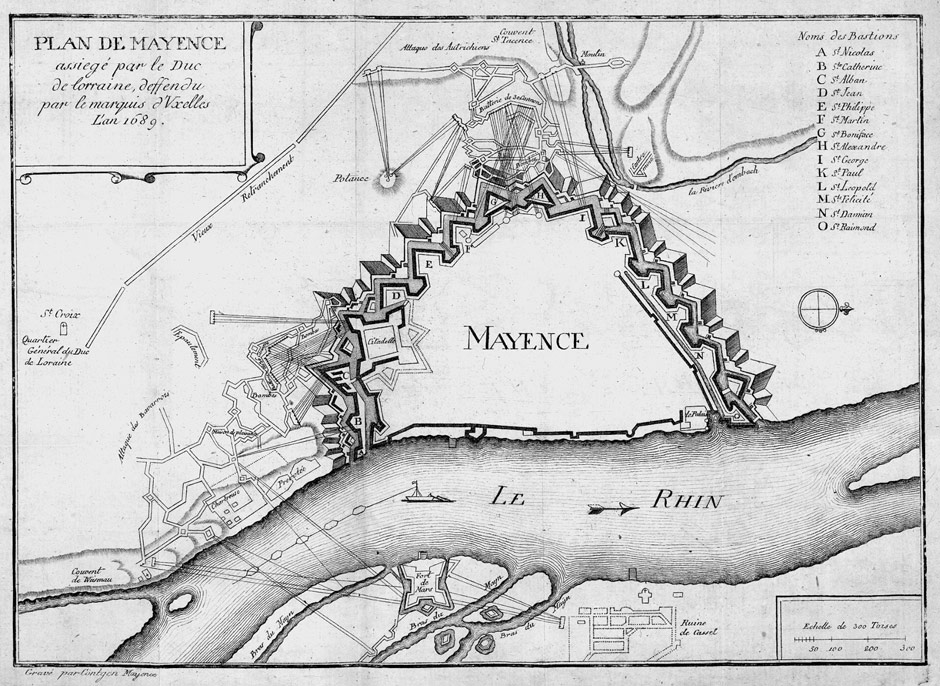
Plan de Mayence « assiegé par le Duc de lorraine, deffendu par le marquis d'Uxelles L'an 1689 »

La vieille ville de Mayence ou Mainz-Altstadt, est le centre historique de la ville de Mayence. Jusqu'aux premières extensions dans les années 1870, la vieille ville correspond à Mayence tout entière. Le centre historique est traditionnellement divisé en quartiers portant les noms d'importantes rues ou portes de la ville:  Bleichenviertel (quartier des clairières), das Schlossviertel (quartier du château des Princes-Électeurs), le Stefansberg (Hauts-de-Saint-Étienne), le quartier sous le Kupferbergterrasse, le Lauterenviertel (quartier des Lauteren), le Winterhafen (quartier du port hivernal). Elle reste l'un des meilleurs témoins de l'urbanisme médiéval en Europe.

## Géographie
L'Altstadt se trouve au centre de la ville de Mayence. Elle est bordée au nord-est par le Rhin (derrière Cassel, Kostheim et Amöneburg), au sud/sud-ouest par l'Oberstadt et au nord-ouest par la nouvelle ville (Neustadt). Le quartier compte environ 18 200 habitants.

## Histoire
Jusqu'en 1871, l'histoire du Altstadt est identique à celle de Mayence. Après, la plupart de l'histoire de Mayence reste concentrée au centre historique, étant donné que c'est le centre économique et culturel de la ville.
La vieille ville de Mayence a été fondée officiellement comme camp militaire en -13 par Nero Claudius Drusus, capitale de Germanie supérieure à partir de 40 sur une colline sur le Rhin. Le site était cependant occupé bien avant l'arrivée des Romains. Mogontiacum appartint pendant presque 500 ans à l'Empire romain et compta jusqu'à 50 000 habitants, ce qui en faisait l'une des plus grosses villes au Nord des Alpes. 
Les bâtiments et monuments remarquables de cette époque sont :
- La Grande colonne de Jupiter (Große Mainzer Jupitersäule), un pilier et monument civil[3]
- L'arc de Dativius Victor, datant du IIIe siècle, un des plus anciens monuments de la ville tient son nom de son fondateur, le décurion Dativius Victor.
- Le cénotaphe de Drusus (pierre de Drusus ou Drususstein), érigé pour célébrer les glorieuses victoires du général romain Nero Claudius Drusus.
- Le sanctuaire d’Isis et de Mater Magna, un lieu de culte de la Mogontiacum romaine.
- Le théâtre antique de Mayence, un des plus grands du monde romain au nord des Alpes (capacité : 10 000 personnes).

Avec la perte des territoires conquis à l'Est du Rhin par Drusus, Mayence redevint une ville-frontière particulièrement exposée, car le Rhin, bien que large à l'époque (environ 1 km) était peu profond et donc assez facilement franchissable. De plus, les 6 000 hommes de la XXIIe légion stationnée à Mayence depuis la fin du Ier siècle apr. J.-C. disparurent soudainement, probablement en combattant avec l'usurpateur Magnence lors de la catastrophique bataille de Mursa (en 351 : 50 000 morts, soit plus de 8 légions, le tiers des forces défensives terrestres de l'empire), laissant la ville sans défense face aux incursions répétées des tribus germaniques établies de l'autre côté du Rhin. La ville, malgré des fortifications refaites en hâte et la présence de mercenaires francs, fut prise, pillée et détruite lors de l'hiver 405-406 par une coalition de Vandales, d'Alains et de Suèves (eux-mêmes poussés par les Huns) qui traversèrent le Rhin gelé et massacrèrent quasiment tous ses habitants, avant de traverser ensuite la France et l'Espagne pour aller ensuite se fixer en Afrique du Nord au milieu du Ve siècle. Les Huns attaquèrent la ville en 451 et y tuèrent saint Aureus. À cette période, la ville ne comptait plus que quelques centaines d'habitants. À l'effondrement de l'empire, la culture romaine se maintint et la ville se reconstruisit et se repeupla graduellement sous les Francs. 
Sous les Mérovingiens, les Carolingiens et les Ottoniens, Mayence fit ainsi partie d'un grand empire franc et, de ville-frontière, devint une ville intérieure d'empire. Sous l'évêque Sidonius (534 - 547), le christianisme s'épanouit dans la ville et des constructions refirent leur apparition. L'Église de Mayence se développa et devint la plus grande province ecclésiastique au nord des Alpes, ce qui accentua l'importance de la ville. Saint Boniface, l'évangélisateur gallois, devient au VIIIe siècle le premier archevêque de Mayence, inaugurant cette fonction qui allait se perpétuer durant plus de mille ans en cumulant à la fois le pouvoir civil et le pouvoir religieux, et peser lourdement sur la destinée de la ville.
À partir de son élection en 975, l'archevêque Willigis devint le personnage le plus important d'Allemagne après le roi : il détenait non seulement un rôle de première importance dans l'élection du roi, mais aussi le pouvoir (symboliquement prestigieux) de le couronner, et il était également son archichancelier. Willigis fit ériger la grande cathédrale romane de Mayence qui devait devenir une manifestation évidente de l'Église interne à l'empire et marque encore aujourd'hui l'urbanisme de Mayence. Si l'archevêque de Mayence perdit le pouvoir de couronner le roi dans le courant du XIe siècle (au profit de l'archevêque de Cologne), il demeura archichancelier et resta pour des siècles le "prince-électeur" le plus influent, celui qui organisait l'élection du roi et votait en dernier lieu.
L'archevêque Thierry d'Isembourg obtint à nouveau la direction de la ville et se fit construire une résidence, le Martinsburg, premier édifice de ce qui allait devenir le château des Princes-Électeurs. Les restes de la ville médiévale ont été rénovés au XVIIIe siècle mais ont conservé leur caractère original.
Le centre historique a été lourdement détruit (80 %) dans les bombardements de 1942. 
Capitale du Land de Rhénanie-Palatinat depuis le 30 août 1946, de grands monuments publics affirment sa nouvelle fonction.

## Source
- Generaldirektion Kulturelles Erbe Rheinland-Pfalz: Nachrichtliches Verzeichnis der Kulturdenkmäler: Kreisfreie Stadt Mainz (Direction Générale du Patrimoine de Rhénanie-Palatinat : Inventaire des biens culturels d'importance de Mayence, édition de février 2009.